# Adviespunt Klokkenluiders
Het Adviespunt Klokkenluiders bestond van 1 oktober 2012 tot 1 juli 2016 als een onafhankelijke Nederlandse instantie die (potentiële) klokkenluiders adviseert en ondersteunt. Het adviespunt werd opgericht op basis van het Tijdelijk besluit Commissie advies- en verwijspunt klokkenluiden door het Ministerie van Binnenlandse Zaken en Koninkrijksrelaties en het Ministerie van Sociale Zaken en Werkgelegenheid. Met ingang van 1 juli 2016 is de dienstverlening van het adviespunt overgenomen door het Huis voor klokkenluiders.
De dienstverlening van het adviespunt was gericht op mensen die op hun werk (bij bedrijf of overheid) een vermoeden hebben van een misstand, waarbij het maatschappelijk belang in het geding is. Wanneer een werkende (werknemer, zzp’er, uitzendkracht, oud-werknemer, vrijwilliger) hiervan melding wil doen, kon diegene terecht bij het adviespunt voor gratis en vertrouwelijk advies. Het adviespunt verrichtte zelf geen onderzoek naar de mogelijke misstand.

## Taken
Het Adviespunt Klokkenluiders zette zich in voor de bescherming en behandeling van (potentiële) klokkenluiders binnen de overheid en het bedrijfsleven. Het adviespunt bracht jaarlijks voor 1 april verslag uit van zijn werkzaamheden aan de minister van Binnenlandse Zaken en Koninkrijksrelaties, de Staten-Generaal, de Stichting van de Arbeid en de Raad voor het Overheidspersoneelsbeleid. De commissieleden en de medewerkers van het bureau hadden een geheimhoudingsplicht en het Adviespunt Klokkenluiders was uitgezonderd van de Wet openbaarheid van bestuur.

## Huis voor klokkenluiders
Het Adviespunt Klokkenluiders is met ingang van 1 juli 2016 opgegaan in het Huis voor klokkenluiders. Het wetsvoorstel Huis voor klokkenluiders is op 2 juli 2015 met algemene stemmen aangenomen door de Tweede Kamer en is op 1 maart 2016 met algemene stemmen aangenomen door de Eerste Kamer. De wet Huis voor klokkenluiders is op 1 juli 2016 in werking getreden en het Huis is vanaf die datum operationeel. Op basis van deze nieuwe wet worden alle werkgevers bij wie ten minste vijftig personen werkzaam zijn, verplicht tot het vaststellen van een klokkenluidersregeling voor het melden van vermoede misstanden. De door het adviespunt vervulde onafhankelijk advies- en verwijsfunctie heeft met de oprichting van het Huis voor klokkenluiders een permanente positie gekregen binnen het stelsel van klokkenluidersvoorzieningen.